# مترولینکس
مترولینکس (انگلیسی: Metrolinx) یک آژانس کراون دولت انتاریو است که ترابری جاده‌ای و ترابری عمومی را در ناحیه تورنتوی بزرگ و همیلتون (GTHA) که بخش زیادی از گلدن هرس‌شو انتاریو را شامل می‌شود را مدیریت و ادغام می‌کند.